# Salón Nacional de la Fama del Deporte Gay y Lésbico
El Salón Nacional de la Fama del Deporte Gay y Lésbico fue un salón de la fama establecido en 2013 para honrar a las personalidades LGBT y afines, así como a las organizaciones "cuyos logros y esfuerzos han mejorado los deportes y el atletismo para la comunidad gay y lesbiana". Se estableció poco después de que Jason Collins se convirtiera en el primer jugador abiertamente gay de la NBA. Está ubicado en los terrenos del Center on Halsted en Chicago, Illinois. 

## Incorporaciones
La primera clase de atletas de 2013 se anunció el 18 de junio de 2013, y la ceremonia de inducción formal está programada para el 2 de agosto.  Los nuevos miembros fueron incorporados en 2013,  2014,  y 2015. 
| Nombre                              | Disciplina             | Año  |
| ----------------------------------- | ---------------------- | ---- |
| Kye Allums                          | Baloncesto             | 2015 |
| John Amaechi                        | Baloncesto             | 2014 |
| Anheuser-Busch                      | Empresa                | 2013 |
| Brendon Ayanbadejo                  | Fútbol americano       | 2013 |
| Billy Bean                          | Béisbol                | 2014 |
| Mark Bingham                        | Rugby                  | 2014 |
| Roger Brigham                       | Periodismo deportivo   | 2015 |
| Glenn Burke                         | Béisbol                | 2013 |
| Ben Cohen                           | Rugby                  | 2013 |
| Jason Collins                       | Baloncesto             | 2013 |
| Orlando Cruz                        | Boxeo                  | 2013 |
| Chicago Cubs                        | Béisbol                | 2013 |
| Tom Daley                           | Clavado                | 2014 |
| Wade Davis                          | Fútbol americano       | 2014 |
| Gene Dermody                        | Submission wrestling   | 2015 |
| Chuck Dima                          | Sóftbol                | 2013 |
| Justin Fashanu                      | Fútbol                 | 2013 |
| Federation of Gay Games             | Federación deportiva   | 2013 |
| Fallon Fox                          | Artes marciales mixtas | 2014 |
| Andrew Goldstein                    | Lacrosse               | 2013 |
| LZ Granderson                       | Periodismo deportivo   | 2013 |
| Brittney Griner                     | Baloncesto             | 2014 |
| International Gay Rodeo Association | Asociación deportiva   | 2013 |
| Helen Hull Jacobs                   | Tenis                  | 2015 |
| Christina Kahrl                     | Periodismo deportivo   | 2013 |
| Billie Jean King                    | Tenis                  | 2013 |
| Chris Kluwe                         | Fútbol americano       | 2013 |
| Dave Kopay                          | Fútbol americano       | 2013 |
| Greg Louganis                       | Clavados               | 2013 |
| Chris Morgan                        | Levantamiento de pesas | 2015 |
| George Moscone                      | Heteroaliado           | 2014 |
| Chris Mosier                        | Triatlón, Duatlón      | 2014 |
| Martina Navratilova                 | Tenis                  | 2013 |
| Nike                                | Empresa                | 2014 |
| Diana Nyad                          | Natación               | 2014 |
| Outsports.com                       | Empresa                | 2013 |
| Dave Pallone                        | Béisbol                | 2013 |
| Jerry Pritikin                      | Heteroaliado           | 2013 |
| Megan Rapinoe                       | Fútbol                 | 2015 |
| Renée Richards                      | Tenis                  | 2013 |
| Robbie Rogers                       | Fútbol                 | 2015 |
| Dale Scott                          | Árbitro de béisbol     | 2015 |
| Patty Sheehan                       | Golf                   | 2013 |
| Roy Simmons                         | Fútbol americano       | 2015 |
| Jerry Smith                         | Fútbol americano       | 2014 |
| Stand Up Foundation                 | Institución            | 2014 |
| Gareth Thomas                       | Rugby                  | 2014 |
| Esera Tuaolo                        | Fútbol americano       | 2014 |
| Tom Waddell                         | Atletismo              | 2013 |
| Johnny Weir                         | Patinaje artístico     | 2013 |